# Torch Song Trilogy (film)
Pour plus de détails, voir Fiche technique et Distribution.
Torch Song Trilogy est un film américain réalisé par Paul Bogart, sorti en 1988. Il est adapté par Harvey Fierstein de sa pièce semi-autobiographique du même nom.

## Synopsis
Le film raconte la vie d'Arnold Beckoff, travesti professionnel. Il est organisé en un prologue et trois mouvements :
- 1952 : Arnold enfant se déguise avec les vêtements de sa mère (prologue)
- 1971 : Arnold rencontre Ed dans un bar gay ; ils tombent amoureux, mais Ed, bisexuel, quitte Arnold pour une femme, qu'il épouse peu après.
- 1973 : Arnold rencontre Alan, l'amour de sa vie. Ils emménagent ensemble, projettent d'adopter un enfant, mais alors que leur demande est accordée, Alan est tué dans une émeute homophobe.
- 1980 : Arnold a adopté David, un garçon de quinze ans lui-même gay. Il reçoit la visite de sa mère, qui a du mal à accepter son homosexualité, et s'interroge sur sa capacité à élever un enfant.

## Fiche technique
- Titre français et original : Torch Song Trilogy
- Titre québécois : Personne n'est parfait
- Réalisation : Paul Bogart
- Scénario : Harvey Fierstein d'après sa pièce Torch Song Trilogy
- Production : Howard Gottfried, Ronald K. Fierstein et New Line Cinema
- Distribution : 21st Century Film
- Image : Mikael Salomon
- Musique : Peter Matz
- Décors : Richard Hoover
- Costumes : Colleen Atwood
- Format : couleur
- Genre : Comédie dramatique
- Durée : 120 minutes
- Pays :  États-Unis
- Date de sortie : 14 décembre 1988

## Distribution
- Harvey Fierstein : Arnold Beckoff
- Anne Bancroft (VF : Régine Blaess) : La mère d'Arnold
- Matthew Broderick : Alan
- Brian Kerwin : Ed
- Karen Young : Laurel
- Eddie Castrodad (en) : Davis
- Ken Page : Murray
- Charles Pierce (en) : Bertha Venation
- Axel Vera : Marina Del Rey

## Autour du film
« Torch Song » désigne en anglais les chansons sentimentales et très romantiques, où souvent l'interprète (torch singer) se lamente d'un amour perdu ou impossible.
Ce terme provient de l'adage « To carry a torch for someone » (tenir une torche pour quelqu'un, autrement dit en français « tenir la chandelle » : assister impuissant à une relation entre deux personnes alors qu’on convoite l’une d’elle).
- Films cités dans The Celluloid Closet

## Distinctions

### Récompenses
- 1983 : Drama Desk Award de la meilleure nouvelle pièce.
- 1983 : Tony Award de la meilleure pièce.

### Nominations
- 1982 : New York Drama Critics' Circle Award pour la deuxième meilleure pièce américaine.